# La Albarizuela
San Pedro, también conocido como La Albarizuela, es un barrio extramuros situado en Jerez de la Frontera (Andalucía, España). 
Pese a su antigüedad, ya que surgió como arrabal en el siglo XIV, no heredó la fisonomía árabe que caracteriza a la ciudad intramuros y que si influenció a otros arrabales como el actual barrio de San Miguel.
El barrio de San Pedro debe su nombre a la iglesia principal del barrio, la Iglesia de San Pedro, construida sobre una ermita en la calle Bizcocheros, arteria principal del barrio. También es conocido como Albarizuela, origen que la tradición justifica en los campos de tierra albariza, colindantes a los huertos del convento de Santo Domingo, sobre los que comenzó a edificarse el arrabal.

## Descripción
Aunque se denomine a todo el barrio por el nombre del titular de su parroquia, ateniéndonos a los datos históricos, son tres barrios en uno, el barrio de la Albarizuela, el barrio de las Atarazanas y el barrio de San Pedro, propiamente dicho.
Actualmente el barrio se define entre las calles Rosario, Honda, Larga y Arcos, identificándose dos áreas.
- La primera, más antigua, tiene como columna vertebral a la calle Bizcocheros. De estructura cuadrada con calles que forman una cuadrícula,[2] acoge al templo principal, la iglesia de San Pedro y varias casas señoriales. Toda esta área discurre de forma perpendicular a la citada calle Bizcocheros, entre la calle Arcos y la Plaza de San Andrés.

- La segunda, posterior, surgió de la ampliación del barrio hacia el final de la calle Arcos. Conserva aún el sabor de "fin de ciudad", con calles curvas encaladas de blanco, casas de vecinos y comercios tradicionales. Es a partir de ese límite donde se construyeron nuevas barriadas y edificios en el siglo XX.

A la calle Bizcocheros la rodean otras calles con historia y no con menos solera: Caracuel -donde durante mucho años vivió Radio Jerez y Gráficas del Exportador-; Doctrina -en cuyo Guitarrón se tomaban las mejores morenitas y las aceitunas machacás-; Antona de Dios -donde algunos intentaban recuperar asignaturas para septiembre en la academia del robaperas-; Valientes, Morenos, Ánimas, Rui López, Gaspar Fernández, etc.
la Voz Digital Jerez

## Lugares de interés
- Iglesia de San Pedro.
- Capilla de los Desamparados.
- Plaza de San Andrés.
- Casa de las Atarazanas: Casa edificada en 1787, en ella se hospedó el escritor inglés Lord Byron en el verano de 1809.2 La casa mantiene las dependencias del comedor y el dormitorio que utilizó el escritor en un ambiente que recuerda los principios del XIX.
- Teatro Jerezano: Edificio catalogado por la Junta de Andalucía como edificio protegido, por lo que su arquitectura exterior está protegida y se debe conservar en su totalidad.
- Las Edades del Hombre: Conjunto escultórico de Nuria Guerra Castellano. Representa al hombre tanto en su juventud (de pie), madurez (sentado) y vejez (recostado).

### Calles del barrio
- Antona De Dios: calle que comunica la calle Bizcocheros con la plaza San Andrés. Su nombre puesto en el año 1570 significa virtuosa y caritativa dama que toma el cognomen "De Dios" por haber hecho votos de castidad convenido con su esposo, un tal Juan Rodríguez y que por tanto no tuvo hijos.
- Bizcocheros
- Caracuel: calle que comunica la referida calle Bizcocheros con la plaza San Andrés. En 1834 se instalaron baños públicos que con el tiempo pasaron a ser fábrica eléctrica a finales del siglo XIX. Actualmente se conserva la chimenea.
- Gaspar Fernández: llamada así desde el siglo XVI, se debe a las fiestas que organizaba gracias a su riqueza, lo que le otorgó fama entre los vecinos.
- Honsario: junto con la Plaza Quemada, se trata del antiguo cementerio judío (fonsario)
- Goméz Carrillo: dedicada al legendario y heroico defensor del Alcázar ante el sublevamiento morisco en 1264. Antiguamente era llamada calle Gitanos, por haber estado habitada por familias de esta etnia.[4]
- Caldereros: pequeña calle, que comunica la calle Bizcocheros con la Plaza Quemada, donde se ubicaba el gremio del mismo nombre tras haber sido desalojado de la calle Honda.[4]
- Rui López: calle que debe su nombre a un médico jerezano.[4]
- Don Juan: calle que toma su nombre de Don Juan Ponce de León.[4]
- Valientes: toma su nombre del apellido de una familia que poseía varias fincas en dicha calle.[4]

## Personajes destacados del barrio
- Manuel Lora Tamayo: Ministro de Educación y director del Consejo Superior de Investigaciones Científica
- Juan Manuel Durán González, tripulante del avión Plus Ultra
- Sebastián Herrero Espinosa de los Monteros, Abogado, autor dramático, poeta, cardenal y Arzobispo de Valencia.
- Carmen Carriedo de Soto, María de Xerez, escritora y periodista
- Ismael Casado, cantautor
- Clara Noble, abuela de Pasqual Maragall, político[5]
- Francisco Antonio García Romero, escritor
- Juan Mojama[6]
- La Serneta[7]
- Alberto Jiménez Montiel, autor de Anécdotas de una tía.[8]

## Citas
La calle Clavel serpentea por pleno barrio de la Albarizuela. Barrio viejo de escritores y de cantes, de noches oscuras donde es incluso posible que aparezca un hombre envuelto en una negra capa, como si nos trasladáramos a una estampa dieciochesca. No es rígida, sino que se desliza hasta rasgar medio barrio por la mitad, de la plaza de San Andrés hasta la barriada de España. Se trata de la calle Clavel, una de las antiguas vías donde los que ahora viven dicen que venía el ganado a beber. Todo aquella zona de Jerez era campo y la ciudad se acababa a las orillas de lo que ahora son las bodegas de Harveys.
El 'zigzagueo' de una calle

## Leyendas
El lienzo de la Virgen
A finales del siglo XVIII el barrio de San Pedro fue azotado por una extraña enfermedad contagiosa. Los trabajadores del Matadero Municipal, instalado en el barrio en 1792, decidieron rezarle a un lienzo de la Virgen de los Desamparados que se encontraba en la Capilla de los Desamparados para que acabase aquel azote. Como los contagios no paraban, hartos decidieron quemar el lienzo en la actual plaza Quemada, pero el lienzo no ardió. Decidieron devolverlo a la capilla y fue sólo así que cesó la plaga. En la Plaza Quemada se conserva una pequeña cruz donde se intentó quemar el lienzo. 
El milagro de La Amargura
En el número 9 de la calle Naranjas, en 1948, vivía la familia Salas, con un hijo adolescente de catorce años que tenía serios problemas de salud y que los médicos ya lo habían dado por perdido. Antonio Salas, vinculado a la hermandad de La Amargura y tío del pequeño, pidió a la cofradía que ese año que modificase su recorrido y de esta forma, pasase por la calle Naranjas, esperando algún milagro que curase al niño enfermo. Así se hizo y la Virgen de la Amargura pasó delante de la ventana donde yacía el enfermo. El niño acabó sanando al día siguiente. Desde entonces, la hermandad toma siempre esa calle y hay una placa recordando este hecho en e balcón de la casa

## Galería
|  |  |  |